# Thymus henriquesii
Thymus henriquesii là một loài thực vật có hoa trong họ Hoa môi. Loài này được Pau miêu tả khoa học đầu tiên năm 1926.